# Municipio de Saline (condado de Sevier)
El municipio de Saline (en inglés: Saline Township) es un municipio ubicado en el condado de Sevier en el estado estadounidense de Arkansas. En el año 2010 tenía una población de 251 habitantes y una densidad poblacional de 2,63 personas por km².

## Geografía
El municipio de Saline se encuentra ubicado en las coordenadas 34°3′17″N 94°9′00″O / 34.05472, -94.15000. Según la Oficina del Censo de los Estados Unidos, el municipio tiene una superficie total de 95.49 km², de la cual 94,81 km² corresponden a tierra firme y (0,71 %) 0,68 km² es agua.

## Demografía
Según el censo de 2010, había 251 personas residiendo en el municipio de Saline. La densidad de población era de 2,63 hab./km². De los 251 habitantes, el municipio de Saline estaba compuesto por el 89,64 % blancos, el 2,39 % eran amerindios, el 3,98 % eran de otras razas y el 3,98 % eran de una mezcla de razas. Del total de la población el 4,78 % eran hispanos o latinos de cualquier raza.